# Russelia worthingtonii
Russelia worthingtonii là một loài thực vật có hoa trong họ Mã đề. Loài này được B.L. Turner miêu tả khoa học đầu tiên năm 1983.